# Хоросница (село)
Хоросница (укр. Хоросниця) — село в Мостисской городской общине Яворовского района Львовской области Украины.
Население по переписи 2001 года составляло 652 человека. Население по данным 2022 года составляло 579 человек. Занимает площадь 1,726 км². Почтовый индекс — 81372. Телефонный код — 3234.